# Elemento mayorante y minorante
En matemáticas, particularmente en teoría del orden y de conjuntos, un mayorante o cota superior de un subconjunto B de un conjunto parcialmente ordenado A es un elemento de A mayor o igual que cualquier elemento de B.

## Ejemplo
Así dado el conjunto A:
{\displaystyle A=\{a,b,c,d,e,f,g,h,i,j,k,l\}}

En este ejemplo a, b, d y e son minorantes de B.

Para el conjunto A en el que se ha definido una relación binaria {\displaystyle \precsim } entre sus elementos, que expresaremos {\displaystyle (A,\precsim )} y siendo x e y elementos de A la relación se representa:
{\displaystyle x\precsim y}
que se lee: x antecede a y.
Si la relación {\displaystyle (A,\precsim )} cumple las propiedades reflexiva, antisimétrica y transitiva, es por lo tanto es un conjunto parcialmente ordenado.
Si se cumple que:
{\displaystyle x\precsim y\quad \lor \quad y\precsim x}
el elemento x antecede a y o y antecede a x, se dice que x y y son elementos comparables.
Si se cumple que:
{\displaystyle x\not \precsim y\quad \land \quad y\not \precsim x}, siendo este conjunto respecto a la relación binaria un conjunto parcialmente ordenado.  
Dado el conjunto B subconjunto de A
{\displaystyle B\subset A}  Se denomina supremo de B a la menor de estas cotas superiores, si existe.  Si, además, el supremo pertenece B, se denomina máximo de B.
| 1                       | 2                     | 3                       | 4                       |
|                         |                       |                         |                         |
| mayorantes: i, j, k, l. | mayorantes: no existe | mayorantes: i, j, k, l. | mayorantes: i, j, k, l. |
| supremo: i.             | supremo: no existe    | supremo: i.             | supremo: i.             |
| mayor: i.               | mayor: no existe      | mayor: i.               | mayor: i.               |
| minorantes: a.          | minorantes: a.        | minorantes: no existe   | minorantes: a, b, d, e. |
| ínfimo: a               | ínfimo: a.            | ínfimo: no existe       | ínfimo: e.              |
| menor: no existe        | menor: no existe      | menor: no existe        | menor: e.               |

## Ejemplos
- Para el intervalo de números reales (0; 10]: 10 y 11 son mayorantes. 10 sería el supremo del intervalo, y, como además pertenece al mismo, también sería el máximo.
- {\displaystyle [0_{}^{},+\infty )} no tiene mayorante en {\displaystyle \mathbb {R} }.

## Minorante
En matemáticas, particularmente en teoría del orden y de conjuntos, un minorante o cota inferior de un subconjunto S de un conjunto parcialmente ordenado P es un elemento de P menor o igual que cualquier elemento de S.
Entre todos los minorantes o cotas inferiores del conjunto P, se denomina ínfimo de S a la mayor de estas cotas inferiores, si existe. Si, además el ínfimo pertenece a S se denomina mínimo de S.

### Ejemplo
Así dado el conjunto A:
{\displaystyle A=\{a,b,c,d,e,f,g,h,i,j,k,l\}}
Para el conjunto A en el que se ha definido una relación binaria {\displaystyle \precsim } entre sus elementos, que expresaremos {\displaystyle (A,\precsim )} y siendo x e y elementos de A la relación se representa:
{\displaystyle x\precsim y}
que se lee: x antecede a y.
Si la relación {\displaystyle (A,\precsim )} cumple las propiedades reflexiva, antisimétrica y transitiva, es por lo tanto un conjunto parcialmente ordenado.
Si se cumple que:
{\displaystyle x\precsim y\quad \lor \quad y\precsim x}
el elemento x antecede a y o y antecede a x, se dice que x y y son elementos comparables.
Si se cumple que:
{\displaystyle x\not \precsim y\quad \land \quad y\not \precsim x} -5 y -23 son minorantes, mientras que 0 es su ínfimo y también el mínimo ya que pertenece al intervalo.

## Programación
Refiere a la propiedad que cumple cierto valor dentro de un conjunto/lista L de valores ordenados. Como ejemplo se encuentra esta definición aplicada a la solución del problema The Playboy Chimp para dar usa solución eficiente en tiempo.
Dado un elemento C que puede o no pertenecer a dicho conjunto. x es cualquier valor de dicho conjunto que puede ser igual a C. 
Lower bound: El mayor valor de C que es estrictamente menor.   (∃x |x ∈ L: x < C )
Upper bound: El menor valor de C que es estrictamente mayor.   (∃x |x ∈ L: x > C )
Implementación en Python
```
def
 
lower_bound
(
a
,
 
c
):

    
#Inferior (Izq) el mas grande de los pequeños

    
ans
 
=
 
-
1

    
if
 
a
[
0
]
 
>=
 
c
:
 
ans
 
=
 
-
1

    
else
:

        
low
,
 
hi
 
=
 
0
,
 
len
(
a
)

        
while
 
low
+
1
 
!=
 
hi
:

            
mid
 
=
 
low
 
+
 
((
hi
-
low
)
//
2
)

            
if
 
a
[
mid
]
 
<
 
c
:
  
low
 
=
 
mid

            
else
:
 
                
hi
 
=
 
mid

            
ans
 
=
 
low
   
    
return
 
ans

def
 
upper_bound
(
a
,
 
c
):

    
#superior (Der)  el mas pequeño de los grandes

    
ans
 
=
 
-
1
    
    
if
 
a
[
len
(
a
)
-
1
]
 
<=
 
c
:
 
ans
 
=
 
-
1

    
else
:
        
        
low
,
 
hi
 
=
 
0
,
 
len
(
a
)
        
        
while
 
low
+
1
 
!=
 
hi
:
  
            
mid
 
=
 
low
 
+
 
((
hi
-
low
)
//
2
)

            
if
 
a
[
mid
-
1
]
 
>
 
c
:
  
hi
 
=
 
mid

            
else
:
 
                
low
 
=
 
mid

            
ans
 
=
 
low
     
    
return
 
ans

# El algoritmo retorna el indice que cumple con la definición.

# si retorna -1.. el valor no se puede encontrar en a ; a es una lista ordenada ascendentemente  de números natural.

# Se llama así: print( down_bound(L, c), upper_bound(L, c) )

```

## Ejemplos de la salida del algoritmo
Cada resultado en Down bound y en Upper bound es el correspondiente al valor en C. C es una lista de números.
L = [2,3,5,7,12,15]  ; L es una lista de números naturales
Valor de C   =   {1,2,3,5,12,15,16,100}
Down bound   =   {-1, -1, 0, 1, 3, 4, 5, 5}
Upper bound  =   {0, 1, 2, 3, 5, -1, -1, -1}